# Motorvägar i Libanon
Detta är en lista över motorvägar i Libanon.
Motorvägar finns i Libanon trots att landet är ganska litet. De libanesiska motorvägarna går först och främst till Beirut. Med Beirut som utgångspunkt går en längs med kusten norrut till Tripoli och en annan går söderut mot Saida. Libanon var utsatt för ett långvarigt inbördeskrig under 1970- och 1980-talen. Detta medförde att nya vägar inte byggdes i landet under denna tid. Det hade dock redan före kriget byggts en del motorvägar runt Beirut. Efter kriget har utbyggnader av all form av infrastruktur tagit fart. Detta gäller även motorvägsutbyggnader. Planer finns på att bygga ut motorvägarna så att de når ut till gränserna mot Syrien och Israel.

## Motorvägssträckor i Libanon
- 2 Beirut - Tripoli
- 3 Beirut - Saida - En Nabatiye